# 66式頭盔

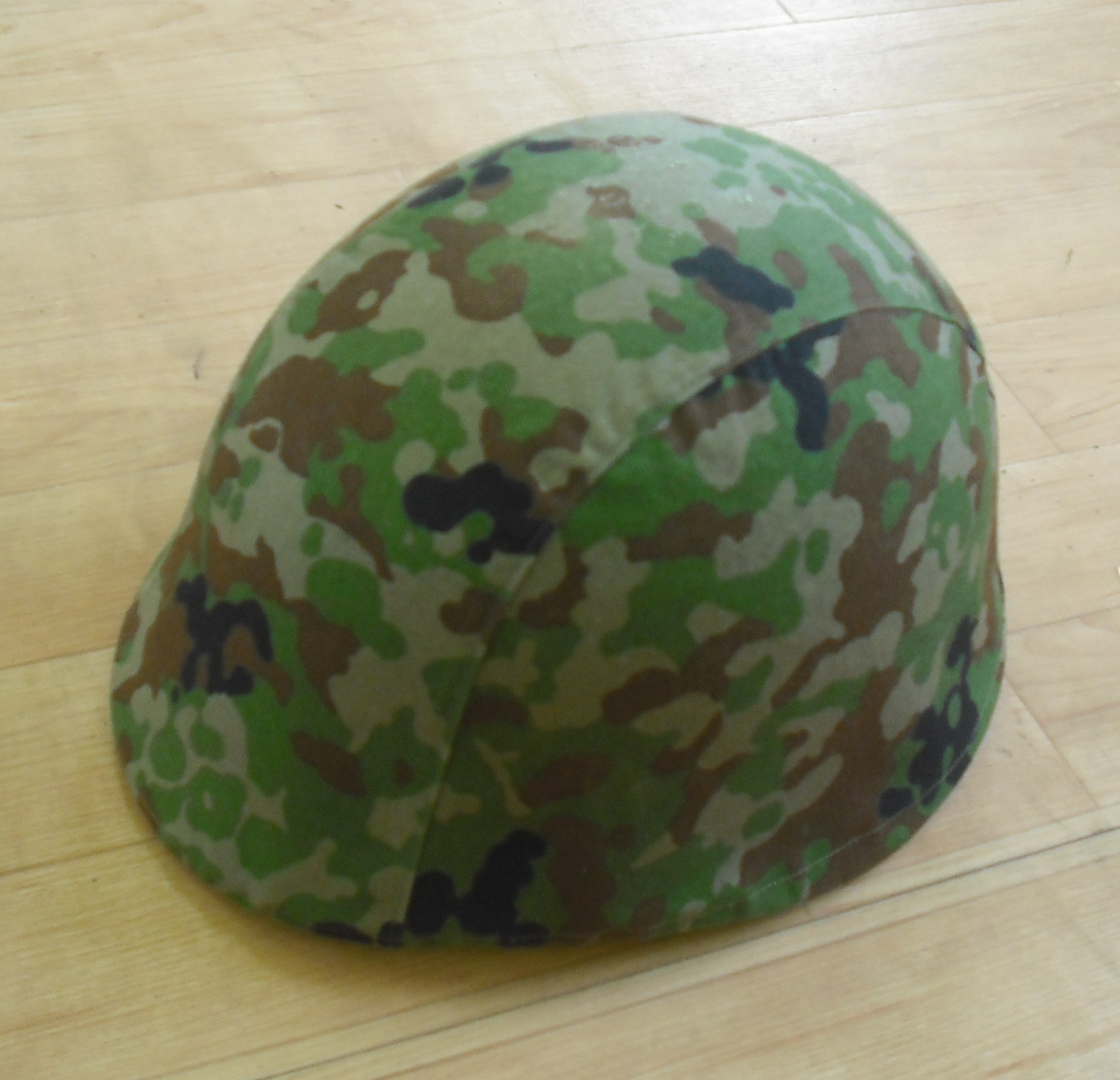
覆盖着迷彩罩

66式頭盔是日本自卫队使用的战斗头盔，和原型M1头盔一样由合金制成。除陆上自卫队外，海上自卫队也有使用。目前，逐渐被88式鋼盔取代。

## 概述

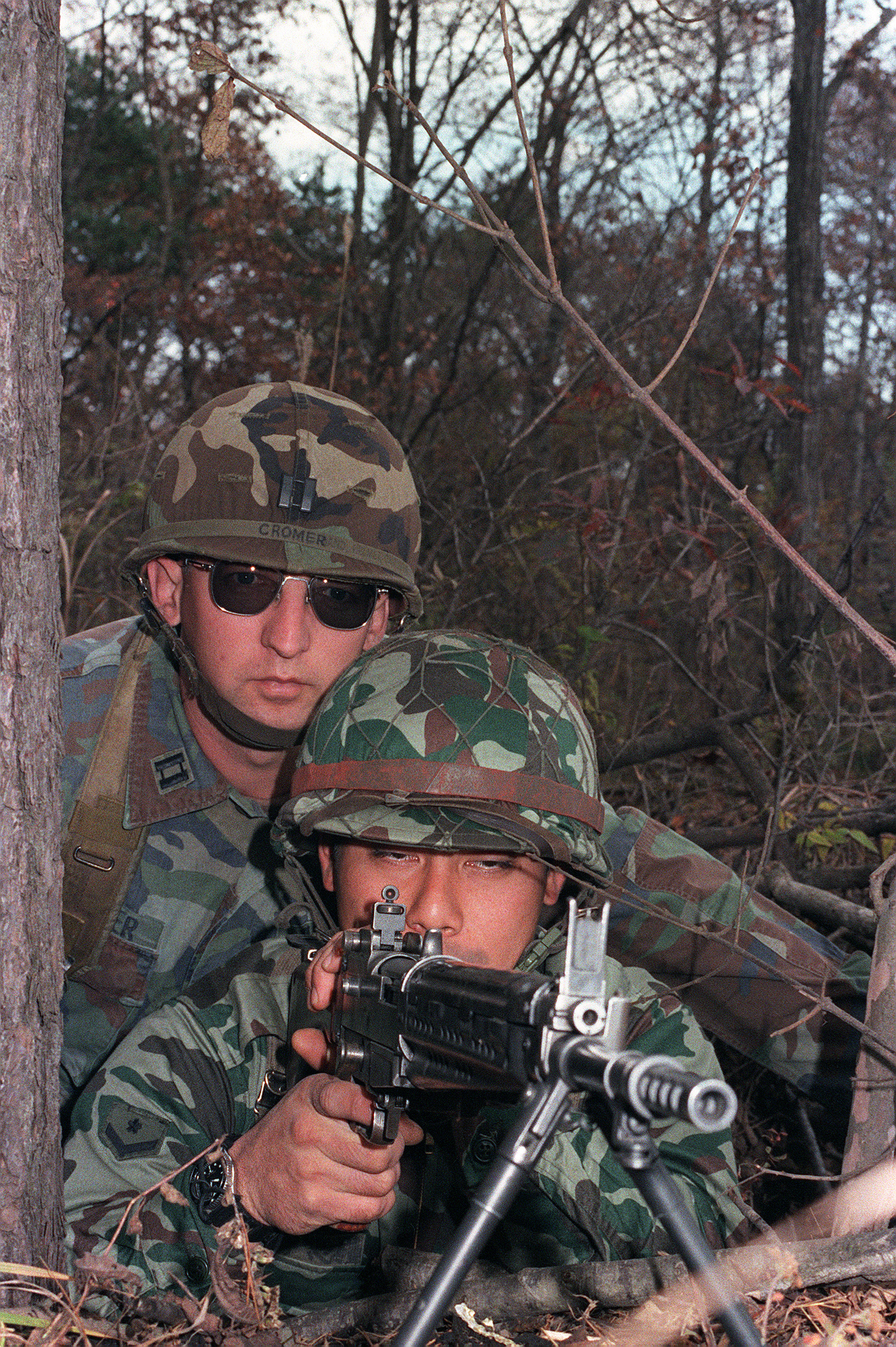
一名戴舊迷彩66型頭盔的二等兵（前）和一名戴M1頭盔的美軍上尉（后）（1985年11月）

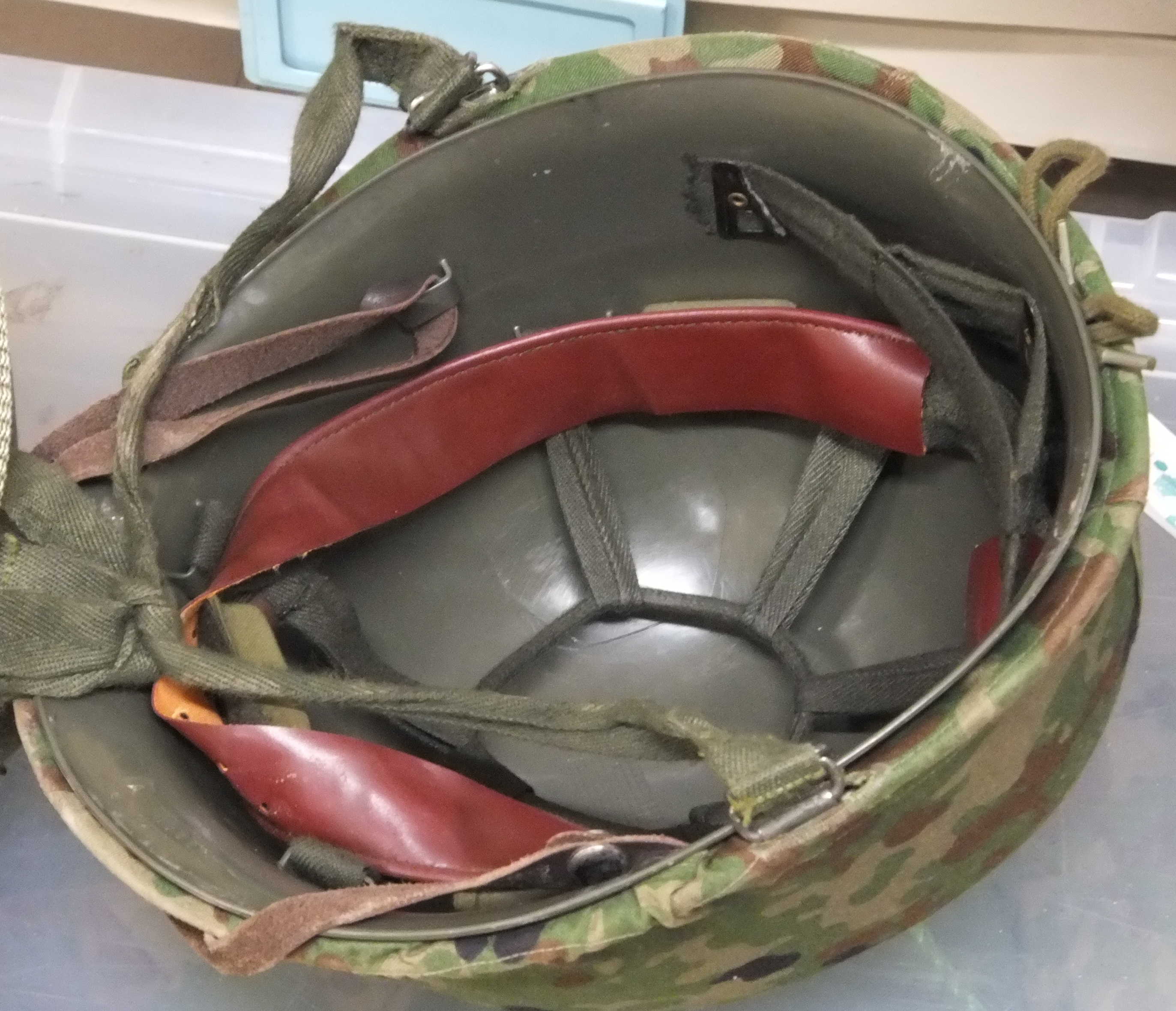
66式頭盔的内部。尺寸调整是通过附在树脂中盖上的吊床完成的。中帽的下巴带挂在外帽的眼睑上。

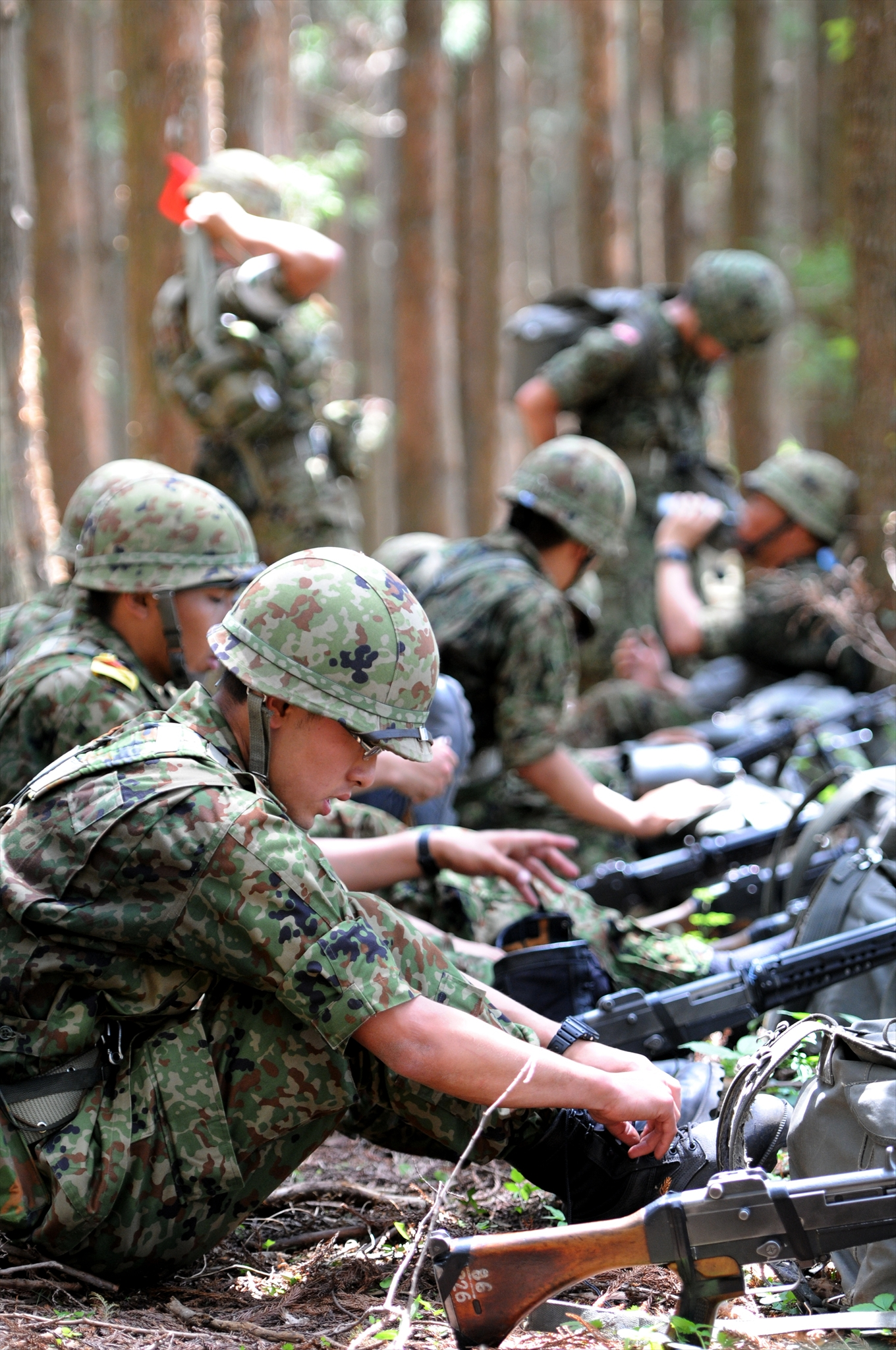
佩戴新型迷彩 66 型铁帽的自卫官学员（2013 年 4 月）

66式頭盔的原型是二战、朝鲜战争、越南战争等戰爭時美军使用的M1头盔。一度只設準軍事性質的警察預備隊（之後改組為保安隊），此兩個武裝單位均使用美軍供應的M1鋼盔給隊員佩戴，并在此基础上进行了一些改进，1966年起開始正式使用66式鋼盔。
1988年自衛隊采用了新型88式鋼盔，但直到现在66式还没有完全被取代，后方部队、学校、训练部队、自卫队预备役人员等都還在使用。
它也被警察组织用作防弹装备，通常涂成深蓝色。还有一种与防暴警察的“SB-8型特种安全防护头盔”同类型的面罩和防弹面罩的型号。前者已被证实曾用于浅间山庄事件和三菱银行人质事件。后者在枪击事件和涉及枪击的路障事件中仍然使用，过去它被用作警视厅等銃器對策部隊的设备。近年来，大都市地区的警察组织已经更新了新的防弹头盔，但地方警察组织继续将它们用作銃器對策部隊的装备。

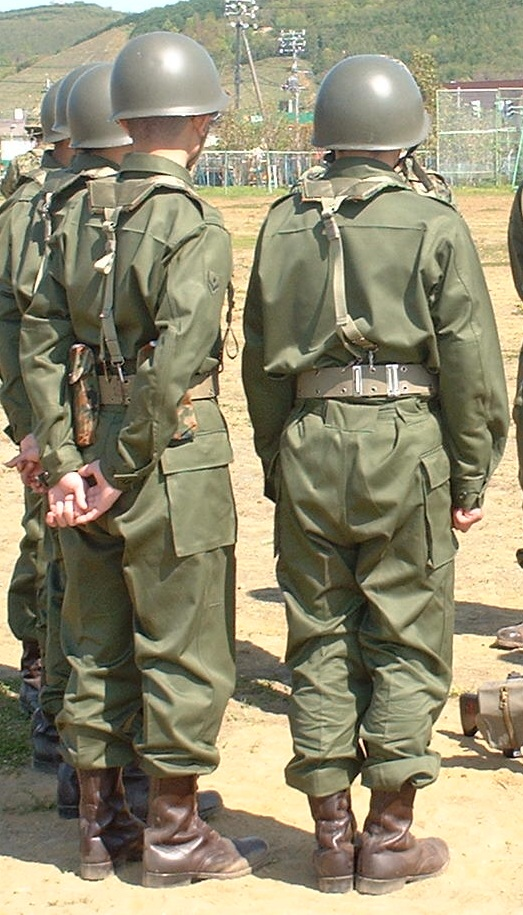
头戴66式铁帽的二等兵

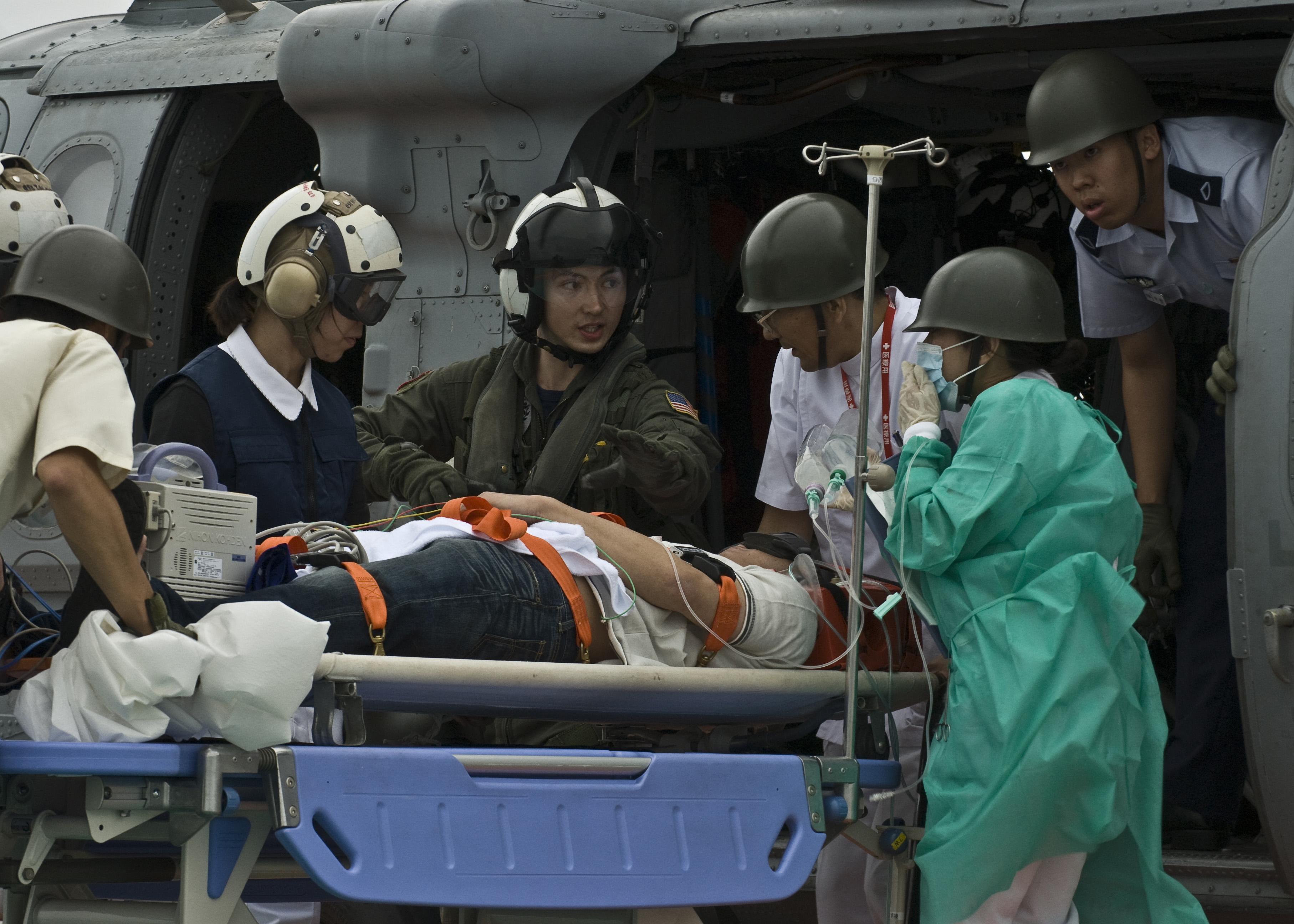
戴內盔的自卫队军官（右）

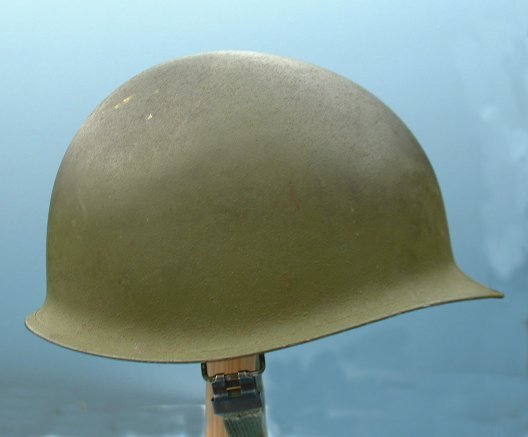
66式原型M1 头盔

## 相关项目
- 头盔
- M1头盔
- 88式鋼盔